# 손륭

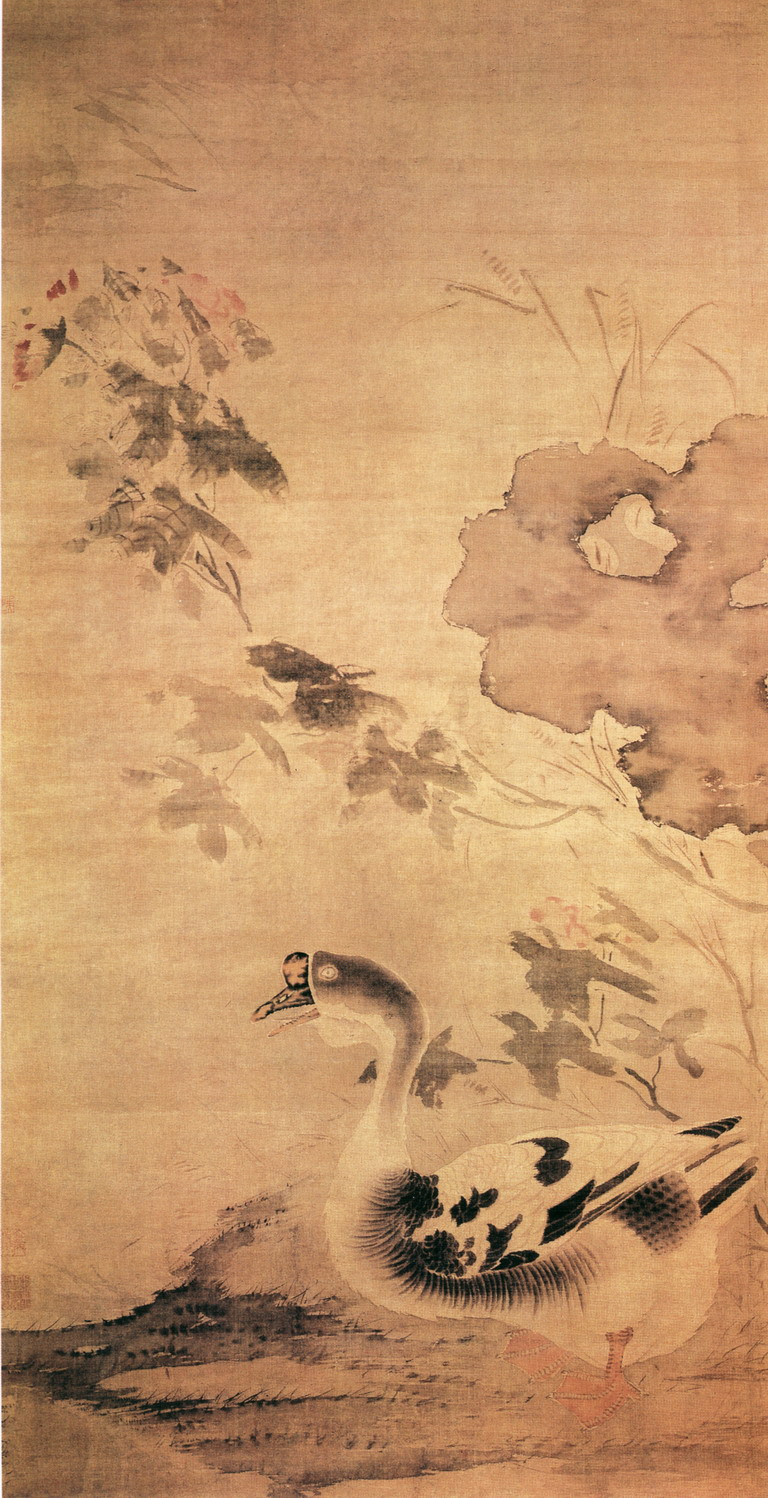
부용유아도(芙蓉游鹅图) 족자. 비단에 먹과 채색. 가로 84.2cm, 세로 159.3cm. 고궁박물원, 베이징.

손륭(중국어 간체자: 孙隆, 정체자: 孫隆, 한어 병음: Sūn Lóng, 웨이드-자일스: Sun Lung;는 초기 명나라 (1368–1644) 시대에 활동한 중국인 풍경화 화가였다. 그의 구체적인 출생 및 사망 날짜는 공식적으로 알려져 있지 않지만, 그는 선덕제 시대에 활동했다.
손은 필령(毗陵 오늘날 장쑤성의 창저우시 (장쑤성))에서 태어났다. 그의 아호는 정진 (廷振)과 종길 (從吉)이었다. 그의 별칭은 도치' (都痴)였다. 손은 풍경화를 그렸지만, 매화, 로커스트 (메뚜기), 풀 그림으로도 잘 알려져 있었다.

## 내용주
1. ↑  “Sun Lung Brief Biography”. 2008년 7월 9일에 확인함.
2. ↑  中国古代书画鑑定组: Page 34.